# 俄罗斯君主党
俄罗斯君主党是自1917年俄国革命以来，俄罗斯唯一的合法君主主义政党。它由著名政治家和商人安东·巴科夫于2012年创建，他是俄罗斯国家杜马的前议员。它宣称其目的是恢复该国的君主制，同时将其转变为“完全符合民主程序和现行法律”的君主立宪制国家，并促进俄罗斯和世界其他国家人民的君主主义观念。

## 创立和注册

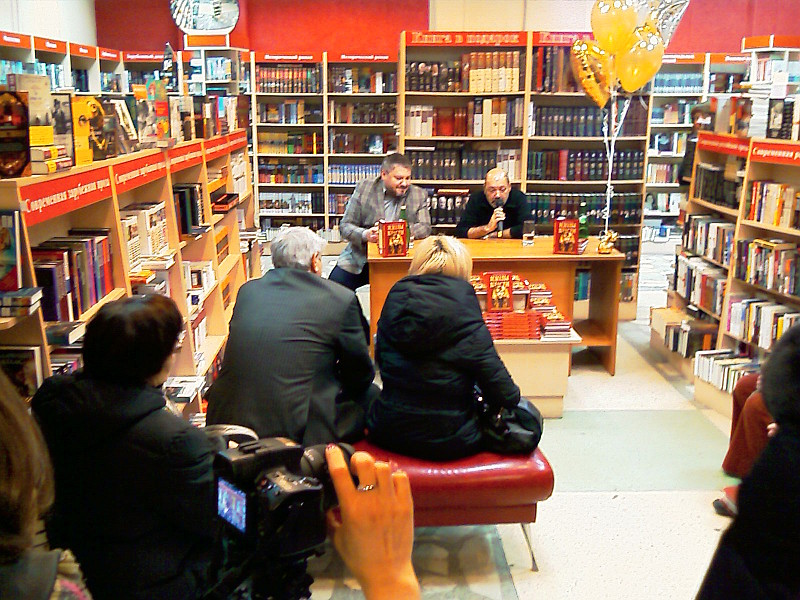
安东·巴科夫和作家安德烈·马特维耶夫出版了《权力的偶像》，这解释了他们对俄罗斯的现代君主主义观念

## 态度
党宣布的主要目标是促进君主制观念和俄罗斯君主主义者在俄罗斯和国外的联合。巴科夫将党的目标列为“提出王位的继承者；宣布21世纪君主制可以负担得起的政治纲领；并保持适当的宣传，以概述君主制的好处，特别是，我们必须谨慎解释为什么弗拉基米尔·普京不是君主。他描述了君主立宪制的必要性：“我们不能恢复君主制的专制，就像罗曼诺夫王朝一样，也不需要。我们只能拥有君主立宪制。这样我们就可以将非理性与理性分开。一方面，我们将拥有一位不具备绝对权力的君主。另一方面，我们将拥有负责任向社会报告的政府以及议会。这样我们就可以避免独裁统治。

### 尼古拉斯三世和主权帝国国家

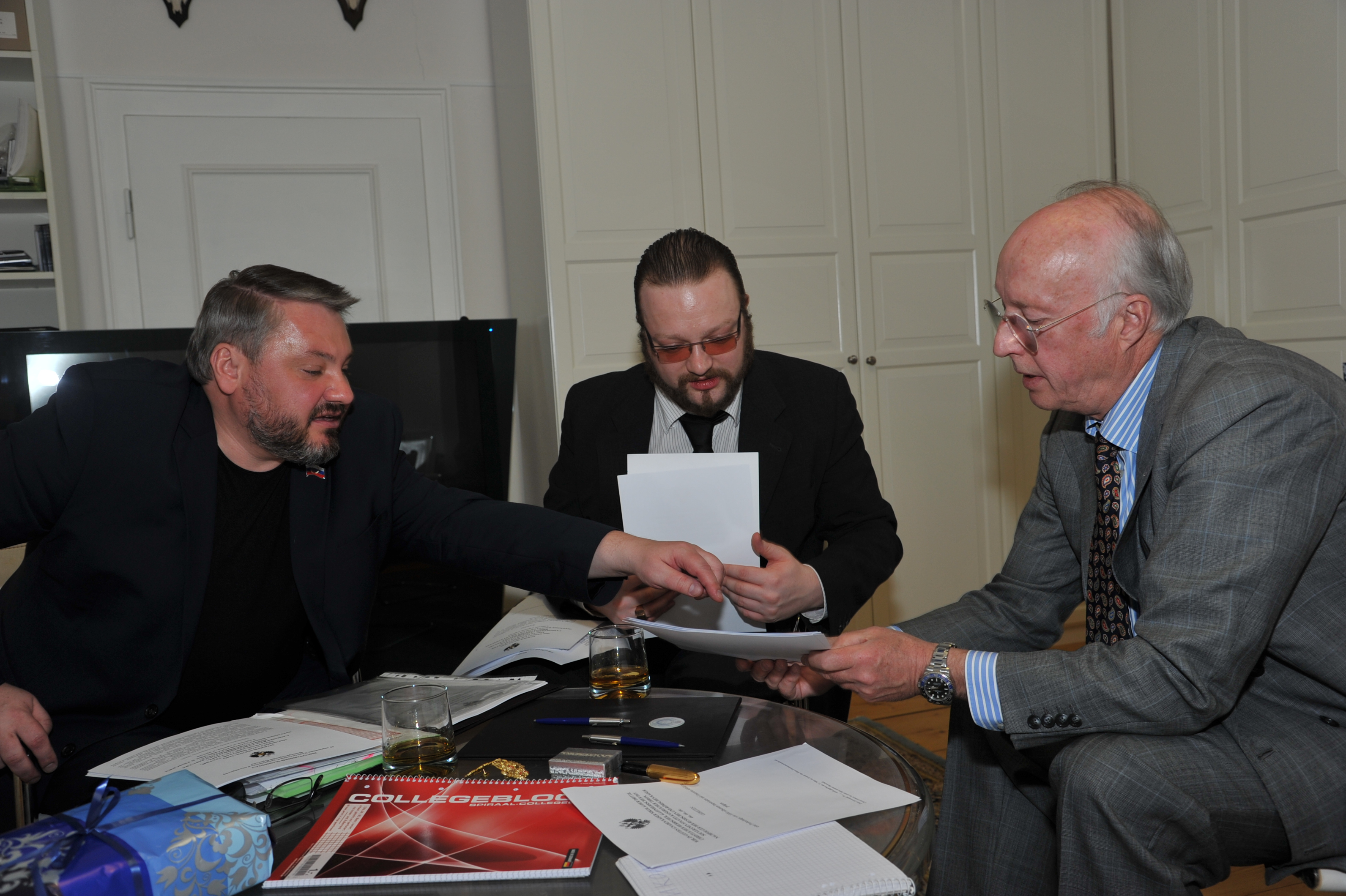
安东·巴科夫和卡尔·埃米希签署创始文件

## 活动

### 君主制合并
2013年2月1日，该党在法国巴黎举行了一场君主主义者代表大会，几个俄罗斯君主主义运动的代表聚集在一起讨论进一步的发展。建立了俄罗斯君主主义运动主席团，邀请君主制组织的代表加入。据信此类集会将在未来继续进行。该党已经为罗曼诺夫众议院的人们建立了“皇帝王朝成员”的地位，并为他们提供了每月2000欧元的奖励，作为那些对“为俄罗斯做了很多事情，但是他们在俄罗斯的财产被盗，而亲人被杀的人”表示尊重。建立“君主国际”是巴科夫2018年选举计划的一部分。

### 选举

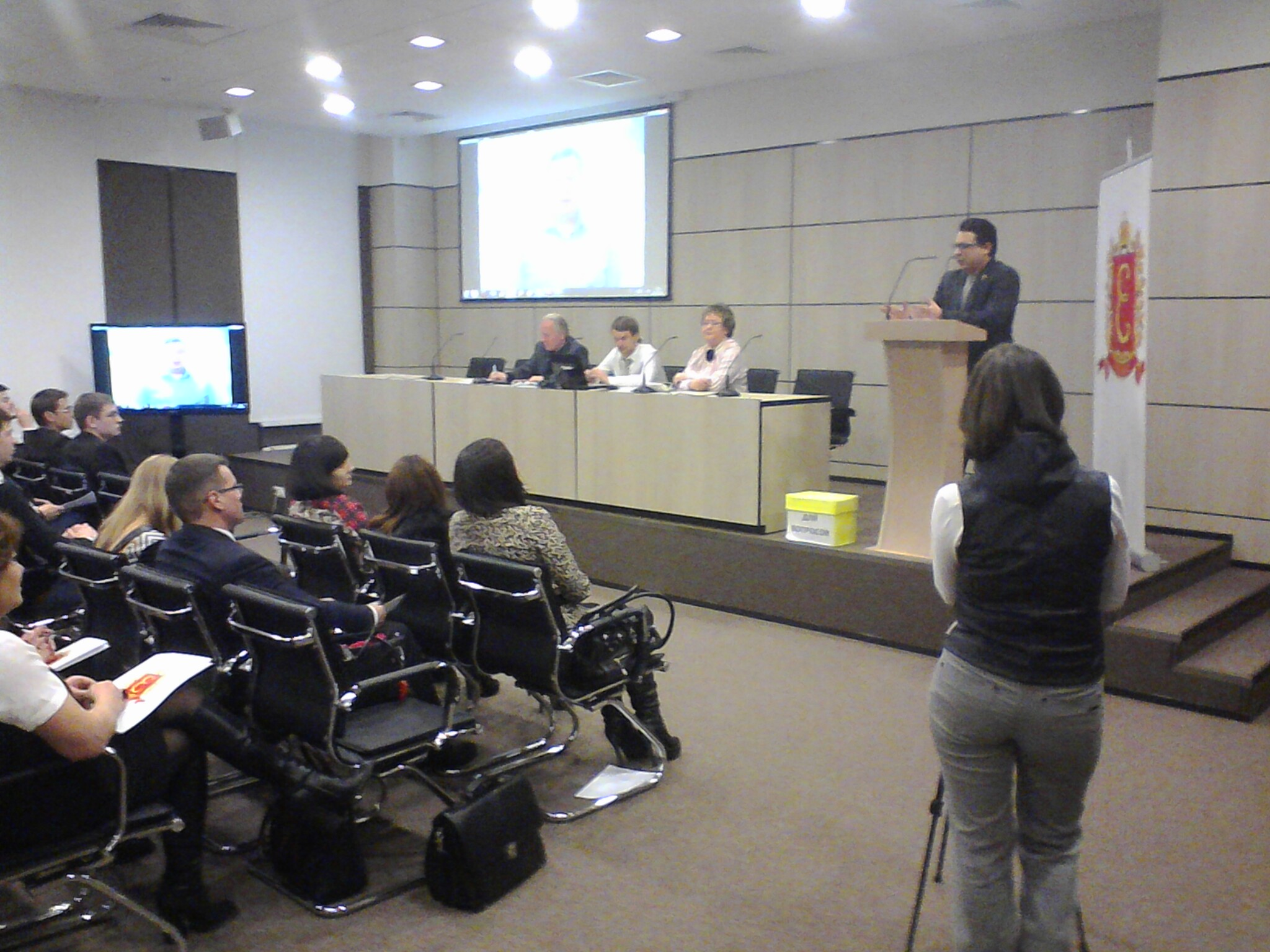
叶卡捷琳堡参议院，参议院Kirill Formanchuk谈论交通事务

### 叶卡捷琳堡参议员
叶卡捷琳堡参议院是巴科夫组织的一个非官方的独立民事机构，旨在为城市杜马（市议会）等叶卡捷琳堡官方当局提供社会控制。该组织是在2013年选举后不久创建的。到目前为止，已经举行了六次会议，其中介绍了一些基础设施和社会项目（包括与官员的直接互动）。多达100名志愿“参议员”在这些会议上活跃（如基里尔·福尔曼丘克）。巴科夫已经宣布计划在其他俄罗斯城市和西部城市组建类似的帝国参议院。